# TX-354-3
TX-354-3 – silnik rakietowy firmy Thiokol. Używany przez przeszło 30 lat w amerykańskim członie Castor 2 i japońskim, produkowanym na amerykańskiej licencji, H-1-0.